# Pandurii Târgu Jiu
CS Pandurii Târgu Jiu (Clubul Sportiv „Pandurii-Lignitul“ Târgu Jiu) ist ein rumänischer Fußballverein aus Târgu Jiu. Er spielt seit 2017 in der Liga II, der zweiten rumänischen Fußballliga.

## Geschichte
Der rumänische Erstligaclub Pandurii Târgu Jiu wurde im Jahr 1963 gegründet und verdankt seinen Namen den Panduren. Nach 45-jährigem Bestehen konnte sich der Club erstmals in der Saison 2004/05 unter Trainer Emil Săndoi als Tabellenführer der Divizia B für das Fußballoberhaus qualifizieren. Nachdem der Klub mit vier Niederlagen in die Saison 2005/06 gestartet war, wurde Săndoi Ende August 2005 entlassen und durch Viorel Hizo ersetzt. Auch Nicolae Ungureanu, Hizos Nachfolger ab April 2006, konnte die sportliche Situation nicht wesentlich verbessern. Pandurii beendete die Saison auf dem vorletzten Tabellenplatz, durfte wegen des Lizenzentzugs von Sportul Studențesc aber in der Liga 1 verbleiben.

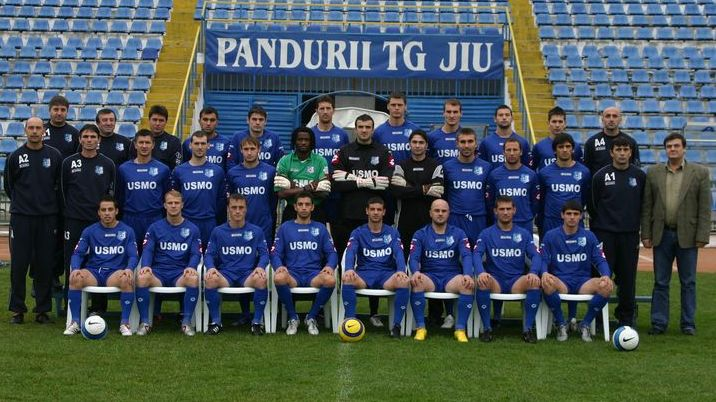
Pandurii Târgu Jiu 2006/07

Neuer Trainer wurde am 10. Juni 2006 Eugen Neagoe, mit dem 2006/07 der Klassenerhalt gelang und der bis zu seiner Kündigung am 9. Dezember 2007 bei Pandurii blieb. Nach einem Ligaspiel unter Interimstrainer Gabriel Zahiu gab der Tabellenvorletzte am 27. Dezember 2007 den Abschluss eines Vertrags über zweieinhalb Jahre mit dem Portugiesen Joaquim Teixeira bekannt. Nach zwei Niederlagen zum Auftakt der Rückrunde und dem Ausscheiden in der Cupa României 2007/08 wurde Teixeira bereits am 3. März 2008 entlassen und Eugen Neagoe als Trainer zurückgeholt. Mit Neagoe gelang erneut der Klassenerhalt, doch wurde er nach einem schlechten Start in die Saison 2008/09 im September 2008 entlassen und durch Sorin Cârțu ersetzt. Nach einer Platzierung im Mittelfeld der Abschlusstabelle wurde Cârțu im Oktober 2009 von Liviu Ciobotariu abgelöst. Im März 2010 löste Cârțu wiederum selbst Ciobotariu ab, wurde allerdings am 12. Mai 2010, zwei Spieltage vor Saisonende, entlassen. Der bisherige Co-Trainer Florin Bejinariu betreute das Team in den letzten beiden Saisonspielen.
Nach Abschluss der Saison 2009/10 war Pandurii erneut sportlich abstiegen und verpflichtete im Juni 2010 mit Marius Baciu einen neuen Trainer. Mitte Juli 2010 zog sich der Sponsor des besser platzierten Internațional Curtea de Argeș jedoch zurück, sodass Pandurii davon profitieren konnte und zudem mit Ionuț Badea den bisherigen Trainer sowie neun weitere Spieler von Internațional unter Vertrag nahm. Am 1. Oktober 2010 wurde Badea bei dem Tabellenletzten entlassen und zwei Tage später durch Petre Grigoraș ersetzt.
Seit November 2010 bestreitet der Verein seine Heimspiele in Drobeta Turnu Severin, nachdem das Stadion Tudor Vladimirescu für Renovierungsarbeiten geschlossen wurde.
Die Saison 2012/13 war für Pandurii seit ihrem Erstliga-Aufstieg am erfolgreichsten. Pandurii wurde Vizemeister Rumäniens hinter Steaua Bukarest. Dadurch qualifizierten sich die Panduren zum ersten Mal für die Europa League in der Saison 2013/14. Hierbei gelang durch Erfolge über FC Levadia Tallinn (Estland), Hapoel Tel Aviv (Israel) und Sporting Braga (Portugal) die Qualifikation für die Gruppenphase des Wettbewerbs. In der Gruppenphase belegte man hinter dem AC Florenz (Italien), Dnipro Dnipropetrowsk (Ukraine) und FC Paços de Ferreira (Portugal) den letzten Platz.

## Erfolge
- Aufstieg in Liga I in der Saison 2004/05

## Spieler
- Doru Pintilii (2010–2012, 2015)

## Trainer
- Gabriel Zahiu (2001, 2007)
- Emil Săndoi (2001–2002, 2003–2005)
- Viorel Hizo (2005–2006)
- Nicolae Ungureanu (2006)
- Eugen Neagoe (2006–2007, 2008)
- Joaquim Teixeira (2008)
- Sorin Cârțu (2008–2009, 2010)
- Liviu Ciobotariu (2009–2010)
- Florin Bejinaru (2010)
- Marius Baciu (2010)
- Ionuț Badea (2010)
- Petre Grigoraș (2010–2013, 2014, 2016–2017)
- Cristian Pustai (2013–2014)